# Всесвітній день охорони праці
Всесвітній день охорони праці — міжнародний день, що відзначається в системі Організації Об'єднаних Націй щорічно 28 квітня.
Міжнародна організація праці (МОП) оголосила 28 квітня Всесвітнім днем охорони праці для того, щоб привернути увагу світової громадськості до масштабів проблеми, а також до того, яким чином створення та просування культури охорони праці може сприяти зниженню щорічної смертності на робочому місці. Вперше він відзначався у 2003 році.
Ідея проведення Всесвітнього дня охорони праці бере початок від Дня пам'яті загиблих працівників, уперше проведеного американськими та канадськими робітниками в 1989 році в пам'ять про працівників, які загинули та отримали травму на виробництві.
У цей день більш ніж в ста країнах світу проводяться заходи, спрямовані на привернення уваги громадськості до невирішених проблем охорони праці.
В Україні встановлено «День охорони праці», що відзначається згідно з Указом Президента України № 685/2006 від 18 серпня 2006 року щорічно 28 квітня.